# Graça Andrade
Maria das Graças de Andrade (São Paulo, 24 de agosto de 1962), mais conhecida apenas como Graça Andrade ou Graça de Andrade, é uma atriz brasileira.

## Filmografia
| Ano  | Título                             | Personagem  | Notas                           |
| ---- | ---------------------------------- | ----------- | ------------------------------- |
| 2005 | Carandiru, Outras Histórias        | Shirley     |                                 |
| 2005 | Os Ricos também Choram             | Tiana       |                                 |
| 2007 | Amazônia, de Galvez a Chico Mendes | Waldiza     |                                 |
| 2009 | 9mm: São Paulo                     | Maria José  | Episódio: "Eu Sou Mais Forte"   |
| 2014 | Psi                                | Celina      | 1 episódio                      |
| 2016 | Escrava Mãe                        | Gonzalina   |                                 |
| 2018 | O Outro Lado do Paraíso            | Tia de Beth | Episódio: "2 de novembro"       |
| 2019 | A Garota da Moto                   | Dona Marisa | Episódio: "Disfarce"            |
| 2019 | Carcereiros                        | Maura       | Episódio: "Liberdade Assistida" |

| Ano  | Título                     | Personagem |
| ---- | -------------------------- | ---------- |
| 2000 | Mário                      | Nancy      |
| 2001 | Sonhos Tropicais           | Sandra     |
| 2012 | Cores                      | Marta      |
| 2015 | Tudo que Aprendemos Juntos | Rosimeire  |
| 2016 | Mundo Cão                  | Vanessa    |
| 2018 | Querida Mamãe              | Cleusa     |
| 2021 | O Novelo                   | Dona Elza  |

## Teatro
| Ano     | Título               | Personagem |
| ------- | -------------------- | ---------- |
| 1996–97 | O Pequeno Mago       |            |
| 2004–05 | Antígone Emparedada  |            |
| 2008    | A Mancha Roxa        | Tita       |
| 2013    | Ela é a Dona de Tudo |            |